# Чмуров, Игорь Владимирович
Игорь Владимирович Чмуров (род. 25 апреля 1966, Ярцево) — советский военнослужащий воздушно-десантных войск, участник афганской войны, Герой Советского Союза (26.05.1986). Сержант.

## Образование
- Средняя школа.
- Рязанское высшее воздушно-десантное училище (не окончил обучения по состоянию здоровья).
- Высшая комсомольская школа при ЦК ВЛКСМ.
- Национальный институт имени Екатерины Великой[1].

## Биография
Родился 25 апреля 1966 года в городе Ярцево Смоленской области в семье рабочего. Русский. Окончил 10 классов средней школы № 8 города Одинцово Московской области. До 1984 года работал станочником на Одинцовском комбинате мебельных деталей.
В Советской Армии с апреля 1984 года. В составе 40-й армии в Демократической Республике Афганистан (ограниченный контингент советских войск) с осени 1984 года. Участвовал во многих боевых операциях в Панджшерском ущелье и под Кандагаром, получил награду — медаль «За боевые заслуги».
С 1986 года — член КПСС и курсант Рязанского высшего воздушно десантного училища. Проучился два с половиной года и уволился в запас с формулировкой «по состоянию здоровья».
1987 год — делегат XX съезда ВЛКСМ.
1989—1991 годы — инструктор ЦК ВЛКСМ.
С 1991 года — заместитель директора группы «Ласковый май».
С 1997 года — президент Национального благотворительного фонда инвалидов «Инваинтер» (Москва).
В 1995 году баллотировался на дополнительных выборах депутата Государственной Думы в Москве по Орехово-Борисовскому одномандатному избирательному округу № 197, в котором был избран А. Николаев. Чмуров получил 587 голосов и занял 9 место из 10.
С 2002 года — президент российского благотворительного фонда Героев Советского Союза и Героев Российской Федерации «Золотые Звёзды России». Заместитель руководителя Московского городского отделения Всероссийской общественной организации ветеранов «Боевое братство».

## Подвиг
14 декабря 1985 года рота старшего лейтенанта А. Пескова отдельного 345-го гвардейского парашютно-десантного полка, в которой служил гвардии рядовой Игорь Чмуров, блокировала ущелье, в котором душманы создали опорную базу с большим запасом оружия, боеприпасов, продовольствия. Воспользовавшись снегопадом и туманом, противник предпринял попытку выбить советских воинов с занимаемых позиций. При поддержке огня безоткатных орудий, миномётов и крупнокалиберных пулемётов они повели атаку с разных направлений. В ходе боя, крупные силы душманов атаковали позиции соседней роты. Возникла критическая ситуация. Командир роты Песков с двумя взводами выдвинулся на помощь соседям, оставив на господствующей высоте группу прикрытия, в которой был и пулемётчик Чмуров И. В.
Несмотря на то, что противник, пытаясь захватить высоту, обрушил на позицию советского воина-интернационалиста всю мощь своего огня, гвардии рядовой Чмуров, несмотря на тяжёлое ранение, вышел победителем и не отступил, с честью исполнив свой воинский долг.
В интервью журналу «Пионер» (№ 10, 1987, стр. 6) И. В. Чмуров так описал события боя, за который он был удостоен звания Героя Советского Союза:
…Очень тяжёлый это был бой. Душманы прорывались к выходу из ущелья. Осколки снарядов и скал свистели над головой. Патроны в пулемёте были на исходе, когда я заметил: душманы зашли нашему взводу в тыл. Бедро пронзила острая боль. И тут замолк пулемёт, кончился боекомплект. Тишина. Последнее, что я запомнил — лицо душмана, выглянувшего из-за скалы в нескольких шагах от меня. У меня ещё оставалась граната… Вражеская атака захлебнулась.
Указом Президиума Верховного Совета СССР от 26 мая 1986 года за мужество и героизм, проявленные при оказании интернациональной помощи ДРА, гвардии рядовому Чмурову Игорю Владимировичу присвоено звание Героя Советского Союза с вручением ордена Ленина и медали «Золотая Звезда» (№ 11544).

## Награды
- Звание Героя Советского Союза с вручением ордена Ленина и знака особого отличия — медали «Золотая Звезда» (26 мая 1986);
- медаль ордена «За заслуги перед Отечеством» II степени (9.08.2019)[5]
- медаль «За боевые заслуги»;
- медаль «За отличие в воинской службе» II степени;
- медаль «70 лет Вооружённых Сил СССР»;
- медаль «Воину-интернационалисту от благодарного афганского народа»;
- Почётная грамота Президиума Верховного Совета СССР «Воину-интернационалисту»;
- 1 знак отличия за тяжёлое ранение и 1 знак отличия за лёгкое ранение.